# Madison Kocian
Madison Taylor Kocian, född 15 juni 1997 i Dallas, Texas, är en amerikansk gymnast. Vid Olympiska sommarspelen 2016 tog hon guld i lagmångkampen. Kocian är även den regerande världsmästarinnan i barr tillsammans med tre andra gymnaster.